# Островська Олександра Петрівна
Олександра Петрівна Островська (1911, с. Стрижавка — 1969) — українська радянська колгоспниця, доярка місцевого колгоспу, Герой Соціалістичної Праці.
Народилась у бідній селянській родині. У 1927 році влаштувалася робітницею Стрижавського лісництва. З 1929 року працювала дояркою у колгоспі ім. XVII партконференції.
В 1938 році брала участь у Всесоюзній сільськогосподарській виставці, нагороджена дипломом 1-го ступеня.
Після Другої світової війни працювала дояркою в стрижавській артілі, яку пізніше перейменували в колгосп «Родина». 
У 1953 році середній надій молока замість запланованих 2200 кг на корову становив близько 3 тис. кг, зокрема завдяки доярці О. П. Островській, про яку місцеві жителі склали пісню.
За високі виробничі досягнення, за виведення високопродуктивної племінної породи білоголових українських корів колгосп у 1954 році був учасником Всесоюзної сільськогосподарської виставки (ВСГВ). Виставочний комітет нагородив доярок О. П. Островську та Г. Г. Островську Великою срібною медаллю, а зоотехніка Л. С. Комар та доярок Н. О. Мельник і С. П. Севастьянову — Малою срібною медаллю.
За високі показники (у 1957 році надоїла від кожної закріпленої за нею корови по 7649 кг молока) 26 лютого 1958 року удостоєна звання Героя Соціалістичної Праці. Також нагороджена іншими орденами та медалями.
Обиралася депутатом районної ради та тричі депутатом обласної ради.